# Рутман, Ян Янович
Ян Янович Рутман (1891 — 1938) — член Военной коллегии Верховного Суда СССР, бригвоенюрист (27 января 1936).

## Биография
Родился в латышской семье кустаря, получил высшее образование. Член РСДРП(б) с 1911.
Участник Гражданской войны, занимал должности члена реввоентрибунала Южного фронта и председателя реввоентрибунала Юго-Западного фронта.
С января 1921 являлся председателем военного трибунала Киевского военного округа. Однако уже в феврале того же года назначен членом трибунала Реввоенсовета Республики, в июне заместителем председателя Военной коллегии Верховного революционного трибунала РСФСР. В январе 1922 уволен в долгосрочный отпуск.
С 1922 по 1934 работал на различных хозяйственных должностях, был слушателем Академии внешней торговли.
С сентября 1934 являлся членом Военной коллегии Верховного Суда СССР. В этом качестве участвовал в работе выездной сессии ВКВС в Ленинграде. Проживал в Москве на улице Горького, дом 20, квартира 60.
Арестован 10 декабря 1937. Приговорён ВКВС СССР 28 августа 1938 по обвинению в участии в контрреволюционной террористической организации к высшей мере наказания. Расстрелян в день вынесения обвинительного приговора.
Реабилитирован посмертно 12 марта 1955 определением ВКВС СССР.